# Football Association of Zambia
Football Association of Zambia (FAZ) – ogólnokrajowy związek sportowy, działający na terenie Zambii, będący jedynym prawnym reprezentantem zambijskiej piłki nożnej, zarówno mężczyzn, jak i kobiet, we wszystkich kategoriach wiekowych w kraju i za granicą. Została założona w 1929 roku, a w roku 1964 przystąpiła do FIFA i CAF.